# La Repubblica
«Репу́бблика» (итал. La Repubblica, с итал. — «Республика») — крупнейшая итальянская ежедневная газета. Основана в 1976 году в Риме. Принадлежит медиагруппе Gruppo Editoriale L'Espresso (в неё также входит телеканал Repubblica Radio TV), которая в свою очередь входит в группу Exor. Редакция находится в Риме.
Газета придерживается умеренно левых взглядов. Соревнуется с газетой Corriere della Sera за звание самой популярной газеты в Италии.

## История
Газета была основана итальянским журналистом и писателем Эудженио Скальфари, бывшим редактором еженедельника L’Espresso. Названа в честь небольшой португальской газеты «Репубблика». Возникла как социалистическое издание, ориентирующееся на левых либералов и сторонников Итальянской коммунистической партии. Её изначальный формат — 20 страниц новостей и аналитики, в которых умышленно отсутствовали разделы, посвящённые спорту и предпринимательству, бизнесу.
В 1989 году перепубликация статьи В. Дзуккони из Repubblica в газете «Правда» о том, как Б. Ельцин провёл время в первой поездке в США (алкогольная зависимость будущего президента была обсуждаемой темой в прессе) наделала много шума[стиль].
После двадцати лет руководства Эудженио Скальфари покинул должность и в апреле 1996 года, после политических выборов[уточнить], руководство журнала перешло в руки[стиль] к журналисту Эцио Мауро.
По состоянию на декабрь 2008 года тираж газеты превышал 556 000 экземпляров. В начале 2010 года газета приблизилась к продажам «исторического» конкурента, Corriere della Sera: с 80 тыс. экземпляров в марте 2009 года разрыв сократился до 30 тыс. в марте 2010 года.
15 января 2016 года Эцио Мауро на должности главного редактора сменяет Марио Калабрези. 5 февраля 2019 года Марио Калабрези объявляет об окончании своего руководства, и 19 февраля Карло Верделли вступает в должность в качестве нового редактора.
23 апреля 2020 года главным редактором становится Маурицио Молинари.